# Bisbe alablanc
El bisbe alablanc (Euplectes albonotatus) és un ocell de la família dels ploceids (Ploceidae).

## Hàbitat i distribució
Habita sabanes amb acàcies a l'oest i sud-est del Sudan, sud-oest i centre d'Etiòpia, nord-est, est i sud-est de la República Democràtica del Congo, Ruanda, nord-est de Burundi, Uganda, Kenya i nord, centre, sud-oest i sud de Tanzània, el Gabon, l'illa de São Tomé i República Centreafricana cap al sud fins l'oesti sud-oest d'Angola i extrem nord-est de Namíbia, centre i est de Zàmbia, Malawi, Moçambic, nord i est de Botswana i Zimbabwe fins l'est de Sud-àfrica.